# Frankfurter Verkehrsverbund

Logo des FVV

Der Frankfurter Verkehrs- und Tarifverbund (FVV) existierte von 1974 bis 1995 und war einer der Vorläufer des heutigen Rhein-Main-Verkehrsverbunds (RMV). Er wurde im Hinblick auf die spätere Inbetriebnahme der S-Bahn Rhein-Main (Inbetriebnahme am 28. Mai 1978) gegründet, um in der Region Frankfurt am Main ein einheitliches Tarifsystem zu etablieren. Der FVV war anders als sein Nachfolger RMV ein Zusammenschluss verschiedener Verkehrsunternehmen und der erste komplett aufgelöste Verkehrsverbund Deutschlands. Das wichtigste Ziel des Verkehrsverbunds war also, die beiden im Aufbau begriffenen Schnellbahnnetze S- und U-Bahn mit einer gemeinsamen Fahrkarte nutzen zu können. Das Vorbild hierfür war der am 29. November 1965 gegründete Hamburger Verkehrsverbund (HVV), der weltweit erste Verkehrsverbund überhaupt. Im Jahr 1993 wurden 244,3 Millionen Fahrgäste im FVV befördert.

## Gründung und Erweiterung
Der FVV nahm seinen Betrieb zum Beginn des Sommerfahrplans 1974 auf. Der erste Geltungstag des Gemeinschaftstarifs war Sonntag, der 26. Mai 1974; der letzte Geltungstag vor der Integration in den RMV war Samstag, der 27. Mai 1995 (letzter Geltungstag des Winterfahrplans 1994/95). Im Jahr 1987 trat die Frankfurt-Königsteiner Eisenbahn AG (FKE), die die Königsteiner Bahn, eine Vorortbahn, und zahlreiche Buslinien im westlichen Nachbarbereich von Frankfurt betrieb, dem FVV bei. Die Königsteiner Bahn wurde fortan als Linie K ins Schnellbahnnetz integriert. 1993 folgten die Strecke Friedrichsdorf–Grävenwiesbach in den Taunus als Linie T und die Niddertalbahn als Linie N.

## Gesellschafter
Die beiden Gründungsgesellschafter waren die Stadtwerke Frankfurt am Main als Betreiber der U-Bahn, der Straßenbahn und des städtischen Busnetzes sowie die Deutsche Bundesbahn als Betreiber der damaligen Vorortlinien R1 bis R14, von denen ein Teil ab 1978 sukzessive auf S-Bahn-Betrieb umgestellt wurde, und von Bahnbussen. 1987 wurde der Gesellschafterkreis um die FKE erweitert, 1993 folgten die Betreiber der Bahnstrecke Friedrichsdorf–Grävenwiesbach und der Niddertalbahn.

## Verbundgebiet

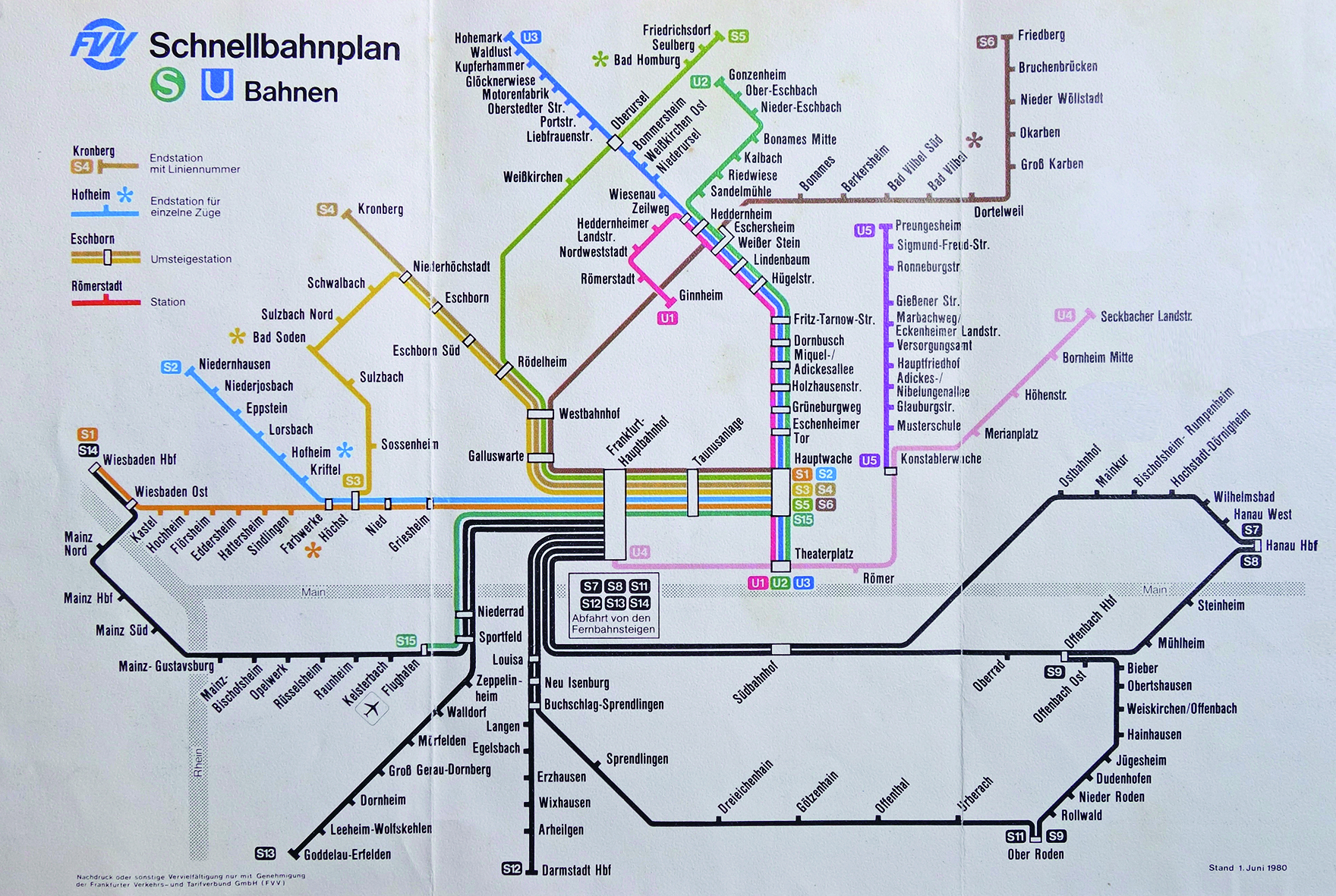
FVV-Faltblatt mit S-Bahn- und U-Bahn-Linien von 1980

Entsprechend der Gesellschafterstruktur umfasste das Verbundgebiet die Stadt Frankfurt, alle Bahnstrecken von Frankfurt nach Wiesbaden (S1), Niedernhausen (S2), Bad Soden am Taunus (S3), Kronberg (S4), Friedrichsdorf (S5), Friedberg (S6), Hanau, Ober-Roden (heute Rödermark), Dietzenbach (später stillgelegt), Darmstadt und Goddelau-Erfelden (heute Riedstadt), allerdings nur die Züge des Nahverkehrs bzw. die spätere S-Bahn sowie die Bahnbuslinien innerhalb dieses Bereiches. Mit der Aufnahme weiterer Gesellschafter vergrößerte sich auch das Liniennetz und damit der Geltungsbereich der Fahrkarten. Die S-Bahn-Linienbezeichnungen wurden vom RMV übernommen. Der FVV war wesentlich kleiner als der heutige RMV, zudem waren für Umsteiger in Orten außerhalb Frankfurts regelmäßig zwei Fahrkarten erforderlich.

## Verbundtarif

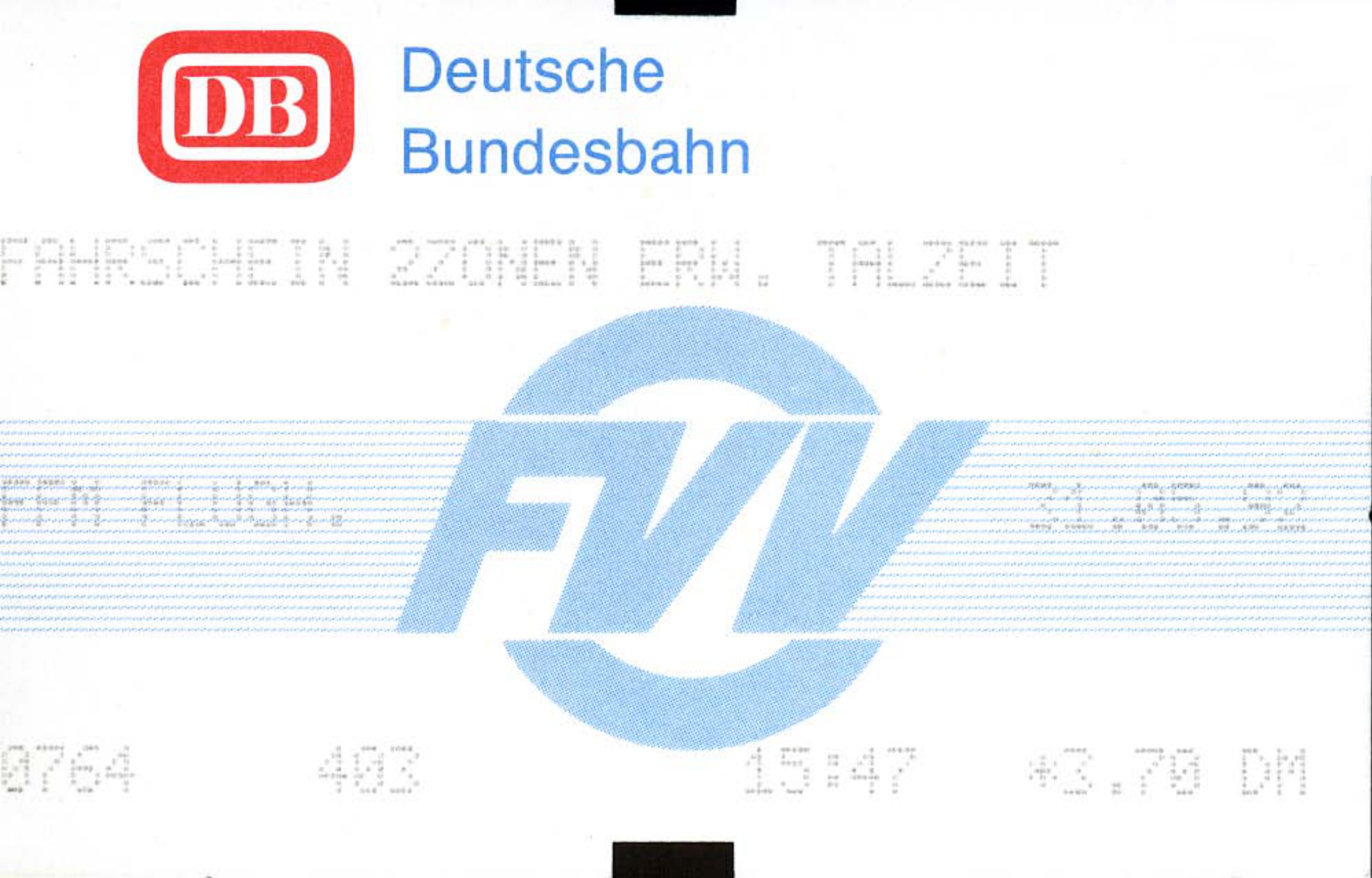
Fahrkarte 1992, ausgegeben von der Deutschen Bundesbahn

Mit der Betriebsaufnahme des FVV wurden die Mehrfahrtenkarten, die vorher bei den Stadtwerken Frankfurt im Angebot waren, abgeschafft und alle Fahrkarten mussten unmittelbar vor Antritt der Fahrt an einem der blauen Fahrkartenautomaten oder beim Busfahrer gelöst werden. Entwerter gab es nur noch in den Straßenbahnwagen, die nach Offenbach fuhren, wo der Verbundtarif nicht galt und die Offenbacher Fahrkarten entwertet werden mussten.
Bei seiner Gründung unterschieden sich die Tarife für Einzelfahrkarten und Zeitkarten deutlich. Waren die Einzelfahrkarten in die Tarifgebiete 1 (Stadt Frankfurt) und 2 (näheres Umland) sowie darüber hinaus in die Streckenabschnitte 1 und 2 gegliedert und somit insgesamt recht übersichtlich, auch wenn es beispielsweise vom östlichen Rand in Hanau zum westlichen Rand in Wiesbaden noch weitere Preisstufen gab, so bestanden im Zeitkartentarif 61 Tarifgebiete und 99 Preisstufen. Diese Systematik wurde durch den sogenannten Wiederholungsvorteil noch schwerer verständlich. Der Zeitkartentarif des Verbundes wurde daher 1989 grundlegend verändert.
Das neue System bestand – analog zu den Einzelfahrkarten – aus 4 Zonen, die durch verschiedene Farben symbolisiert wurden. Von Frankfurt aus betrachtet war Frankfurt selbst gelb, dann folgte die Zone 2 in der Farbe Grün, an die sich die Streckenabschnitte 3 (rot) und 4 (blau) anschlossen. Die Farben gaben wiederum die zu zahlende Preisstufe an, wobei der Preis durch den „Wiederholungsvorteil“ nicht höher sein konnte als die Farbe Blau für 4 Zonen. Vom Rand des Verbundgebietes aus über Frankfurt hinaus konnte der Preis allerdings höher sein, wofür es auch andere Farben (z. B. Braun) gab.
Im Interesse der Kunden gab es zum Ende der Gültigkeit des Verbundtarifes aber Anerkennungsregeln des Nachfolgers RMV, noch gültige Zeitkarten konnten innerhalb ihres bisherigen Geltungsbereiches bis zum Ende der Gültigkeit weiter genutzt werden.

### Kooperation mit anderen Verbünden
Seit Anfang der 1990er Jahre wurden auch Monats- und Jahreskarten des VMW in den S-Bahn-, Nahverkehrs- und Eilzügen der Deutschen Bundesbahn zwischen Wiesbaden Hbf und Mainz-Kastel sowie Wiesbaden Hbf und Mainz Süd (heute Mainz Römisches Theater) anerkannt.

### Sonderfall Offenbach
Da die Stadt Offenbach dem FVV nicht beitrat, konnte Offenbach mit FVV-Fahrkarten nur mit der Bahn oder den Bahnbussen (später VU) erreicht werden. Bei Nutzung der Straßenbahnlinie 16 von Frankfurt – Offenbach und der Buslinie 46 Frankfurt – Offenbach über die Stadtgrenze hinweg mussten zwei Fahrkarten gelöst werden: Einer für das Gebiet des FVV und einer für das Gebiet der Stadtwerke Offenbach (heute: OVB). Offenbacher Fahrkartenautomaten gab es am Frankfurter Südbahnhof, am Buchrainplatz und an der Stadtgrenze, die gekauften Fahrkarten mussten in den Straßenbahnen jedoch entwertet werden, ein Erwerb beim Fahrer war ab der letzten Haltestelle vor der Stadtgrenze am August-Bebel-Ring ebenfalls möglich.
Für Irritation sorgte zudem, dass auf den Netzplänen für das Offenbacher Stadtgebiet nur die Buslinien des jeweiligen Tarifs (FVV oder Stadtwerke Offenbach) verzeichnet waren, obwohl diese teilweise dieselben Haltestellen bedienten.

## Auflösung
Im Rahmen der Privatisierung der ehemaligen Deutschen Bundesbahn und der Übertragung der Kompetenzen für den öffentlichen Schienenpersonennahverkehr vom Bund auf die Länder (durch das Regionalisierungsgesetz) änderte sich die Rechtslage grundlegend. Das Land Hessen schuf für seinen Bereich Verkehrsverbünde, die für ihren Bereich die Landesaufgaben wahrnehmen. Damit hatte der FVV seinen Sinn und seine Existenzberechtigung verloren. Ab dem 28. Mai 1995 löste der Rhein-Main-Verkehrsverbund den FVV ab.

## Besonderheit
Der FVV wurde mit seiner Ablösung obsolet, im Gegensatz zu anderen Verkehrsverbünden im Gebiet des Nachfolgers RMV (wie beispielsweise der Verkehrsverbund Mainz-Wiesbaden), die zeitgleich tariflich in den RMV integriert wurden, aber als Koordinatoren der beteiligten Verkehrsunternehmen weiterhin Aufgaben wahrnehmen.

## Geschäftsführer
Von der Gründung bis kurz vor der Auflösung (er trat 1994 mit 57 Jahren in den Ruhestand) war Klaus Daumann Geschäftsführer des FVV.